# Téléphériques des Glaciers de la Meije
Les téléphériques des Glaciers de la Meije sont des téléportés bicâbles conçus par Denis Creissels et construits durant l'été 1976 (pour le premier tronçon) et 1977 (pour le second tronçon) dans les Alpes françaises. Ils permettent d'accéder au glacier de la Girose, à 3 173 mètres d'altitude, situé dans le massif alpin de la Meije (lui-même situé dans le massif des Écrins), depuis le village de la Grave situé à 1 470 mètres d'altitude. Leur débit est de 440 personnes par heure.

## Historique
En 1958, l’idée de construire un téléphérique à La Grave voit le jour. Cependant, sept ans plus tard, le projet de création du parc national des Écrins en complique la réalisation, un téléphérique ne pouvant pas être installé au sein du parc. Des accords entre les municipalités permettent finalement d'adapter les contours du parc au projet de téléphérique.
Pour le maire de l’époque, Ernest Juge, ce projet est une aubaine qui permettra de relancer l’économie de son village. Néanmoins, certains s’y opposent en raison de son potentiel impact sur l’environnement.
Le premier tronçon est mis en service en juillet 1976. Quelques mois plus tard, l’installation subit un attentat à l’explosif, ce qui retarde les travaux du second tronçon, qui n’ouvrira qu’en mars 1978,,.
En 1986, le Sivom du Briançonnais arrête l'exploitation des téléphériques, qui est reprise l'année suivante par Denis Creissels pour une concession de trente ans. À la fin de cette période, en 2017, la Société d'Aménagement Touristique de l'Alpe d'Huez (SATA), avec sa filiale SATG, reprend la délégation de service public de gestion du téléphérique faite par la commune ; cette délégation de service public prévoit une remise à niveau des deux tronçons existants, la restauration du restaurant d'altitude et la construction d'un troisième tronçon menant à une plus haute altitude, sous le Dôme de la Lauze (3 559 m),,. Le projet de construction du troisième tronçon est à l'origine de débats et de différentes actions (recours administratifs, ZAD), certains souhaitant le voir aboutir tandis que d'autres remettent en question son intérêt.
En décembre 2024, l'ouverture des téléphériques est reportée afin de permettre le changement en urgence de l'un des câbles porteurs du premier tronçon, pour des raisons de sécurité,. La nouvelle date d'ouverture est alors prévue pour la fin du mois de janvier 2025. Mais un incident technique important survient le 20 janvier 2025 : un ancrage ayant cédé, le câble en train d'être changé tombe, faisant au passage des dégâts sur le pylône P2,,. Cela n'a pas fait de blessés,. La réouverture après travaux est estimée au 15 mars 2025.

## Description
Les appareils sont des téléphériques pulsés. À la différence d'un téléphérique à va-et-vient traditionnel où seuls deux véhicules sur toute l'installation peuvent être installés, sur un téléphérique pulsé, on peut ajouter un grand nombre de véhicules se déplaçant de façon unidirectionnelle. En plus de ceci, toutes ces cabines sont groupées en plusieurs trains de plusieurs cabines. Sur les téléphériques des Glaciers de la Meije, les deux tronçons sont constitués de six groupes de cinq cabines.
La vitesse maximum de fonctionnement du premier tronçon est de 6,50 m/s (23,4 km/h) et de 7,50 m/s (27 km/h) pour le second tronçon. Dès qu'un groupe de cabines rentre dans une des gares, la vitesse ralentit automatiquement à 0,30 m/s (1,08 km/h) afin de permettre la bonne circulation des passagers entre les cabines et les quais, mais aussi pour que les véhicules puissent passer en gare sans encombre.

### Premier tronçon
Le premier tronçon, construit en 1976, est constitué de cinq pylônes, dont un de type compression (le premier) et un pylône avec station intermédiaire (le second). Ce tronçon, également appelé Ruillans 1 fait 2 424 mètres de longueur. Il a une altitude aval de 1 470 mètres et une altitude amont de 2 424 mètres, ce qui fait donc un dénivelé de 954 mètres. La vitesse maximum est de 6,50 m/s.
|  |  |  |
|  |  |  |

### Second tronçon
Le second tronçon, construit en 1977, est constitué de huit pylônes, dont deux de type compression (le premier et le sixième). Ce tronçon, également appelé Ruillans 2 fait 2 730 mètres de longueur. Il a une altitude aval de 2 424 mètres et une altitude amont de 3 173 mètres, ce qui fait donc un dénivelé de 749 mètres. La vitesse maximum est de 7,50 m/s.
|  |  |  |

### Troisième tronçon
Un troisième tronçon des téléphériques relierai le col des Ruillans à 3 211 mètres d'altitude au dôme de la Lauze à plus de 3 500 mètres en survolant le glacier de la Girose. Après des années d'études et de recours, les travaux préparatoires sont prévus pour se dérouler à l'automne 2023 afin de permettre les travaux en eux-mêmes dès le printemps 2024 ; cependant, en raison d'une opposition, notamment d'associations écologistes, en octobre 2023, ces travaux ne peuvent être menés et sont reportés,.
|  |